# Ragnarök-Festival
| Ragnarök-Festival Logo                                                                                         | Ragnarök-Festival Logo                                       |
| --- | ------------------------------------------------------------ |
| |                                                              |
| Die Lichtenfelser Stadthalle – Hauptveranstaltungsort des Ragnarök-Festivals (hier am Festivalwochenende 2011) |                                                              |
| Informationen zum Festival                                                                                     |                                                              |
| Ort: | Stadthalle in Lichtenfels, Deutschland                       |
| Musikrichtung:                                                                                                 | Pagan-, Folk-, Viking-, Black-Metal                          |
| Datum: | Freitag und Samstag nach Ostern (Weißer-Sonntags-Wochenende) |
| Kapazität: | 4000–5000                                                    |
| Künstler: | i. d. R. 25-30                                               |
| Anzahl Bühnen:                                                                                                 | 2                                                            |
| Website: | www.ragnaroek-festival.com                                   |

Das Ragnarök-Festival ist ein seit 2004 jährlich stattfindendes Metal-Festival. Der Schwerpunkt liegt auf Pagan, Folk, Viking und Black Metal, wobei jedes Jahr auch einige Bands anderer Stilarten des Metals auftreten. Veranstalter ist die Nemeton Event GmbH mit Geschäftsführer Ivo Raab.
2004 fand das Festival noch ohne Genrespezialisierung in Hollfeld statt, was aber 2005 geändert wurde. Von 2006 bis 2009 fand es in Lichtenfels statt; 2010 in größerem Umfang in der Ostbayernhalle in Rieden-Kreuth. Aufgrund diverser Komplikationen findet das Festival seit 2011 erneut in der Lichtenfelser Stadthalle statt, womit auch eine Reduzierung der Band- und Besucheranzahl einherging.
Der Name leitet sich von Ragnarök, dem Weltuntergang in der nordischen Mythologie, ab. Es gilt als das größte Festival für Pagan Metal und zieht jedes Jahr weltweit Besucher aus den USA, Mexiko, Russland und ganz Europa an. Vor allem bis 2007 stand es ebenso wie weite Teile dieser Szene in der Kritik, rechtsextreme Tendenzen zu tolerieren. Das Festival selbst sieht sich als „unpolitisch“ an, und geht mittlerweile aktiv gegen die Unterwanderung des Ragnaröks und der Szene durch rechtes Gedankengut vor.

## Geschichte, Entwicklung und Line-ups
| Jahr               | Bands  | Besucher | Preis (EUR) |
| ------------------ | ------ | -------- | ----------- |
| 2004               | 9      | 120      | 10,00       |
| 2005               | 9      | 1100     | 10,00       |
| 2006               | 19     | 2800     | 25,00       |
| 2007               | 25     | 4000     | 30,00       |
| 2008               | 28     | 5000     | 30,00       |
| 2009               | 26     | 5000     | 35,00       |
| 2010               | 38     | 4000     | 39,60       |
| 2011               | 27     | 3500     | 39,60       |
| 2012               | 25 + 1 | < 4000   | 35,00       |
| 2013               | 30     |          | 39,70       |
| 2014               | 28     |          | 49,00       |
| 2015               | 26     |          | 49,50       |
| 2016               | 26     |          | 55,00       |
| 2017               | 27     |          | 60,00       |
| 2018               | 27     |          | 65,00       |
| 2019               | 22     |          | 72,11       |
| Anmerkungen: 1. 2. |        |          |             |

### 2004
Das erste Ragnarök wurde am 14. Februar 2004 in der Stadthalle Hollfeld von Ivo Raab veranstaltet, da dieser eine Auftrittsmöglichkeit für seine Black-Metal-Band Circle of Obscurity suchte. Die weiteren acht auftretenden Bands Daemonilatria, Defection, Killing Spree, Madisson, Mortal Intention, Obstinacy, Possession und Voodoma spielten hingegen überwiegend Death Metal. Besucht wurde die erste Auflage des Festivals von rund 120 Zuschauern.

### 2005
Auch die zweite Auflage des Festivals fand in Hollfeld statt. Am 12. März 2005 traten Eisregen, Menhir, Månegarm, XIV Dark Centuries, Equilibrium, Thirdmoon, Circle of Obscurity, Conspiracy und Mortal Intention auf. Durch die Bandauswahl, einen Wikingerstand und Metausschank hatte dieses Festival einen deutlicheren Bezug zu Pagan- und Viking Metal.
Die Unterstellungen einer Antifa-Organisation, das Ragnarök-Festival sei aufgrund des Namens ein rechtsextremes Festival, hatte zur Folge, dass ein enormes Polizeiaufgebot vor Ort war. Statt der geplanten 2000 Besucher konnten nach Einigung mit der Polizei, die ursprünglich nur 600 Personen in die Halle lassen wollte, 1100 hineingelassen werden.

### 2006
2006 fand das Ragnarök-Festival erstmals an zwei Tagen statt. Als Veranstaltungsort wurde die Stadthalle Lichtenfels gewählt, welche deutlich größer ist als die Hollfelder Stadthalle. Am 7. und 8. April traten Black Messiah, Creature, Equilibrium, Fallen Yggdrasil, Gernotshagen, Helheim, Korpiklaani, Menhir, Moonsorrow, Nomans Land, Odroerir, Orlog, Primordial, Riger, Skyforger, Sycronomica, Thrudvangar, Turisas und XIV Dark Centuries vor 2800 Zuschauern auf. Raabs Mitveranstalter war nach dem Ragnarök II ausgestiegen, da er ein noch größeres finanzielles Fiasko und weitere Probleme mit der Polizei beim Umzug des Festivals in die Stadthalle Lichtenfels befürchtet hatte, wozu es jedoch nicht kam.

### 2007

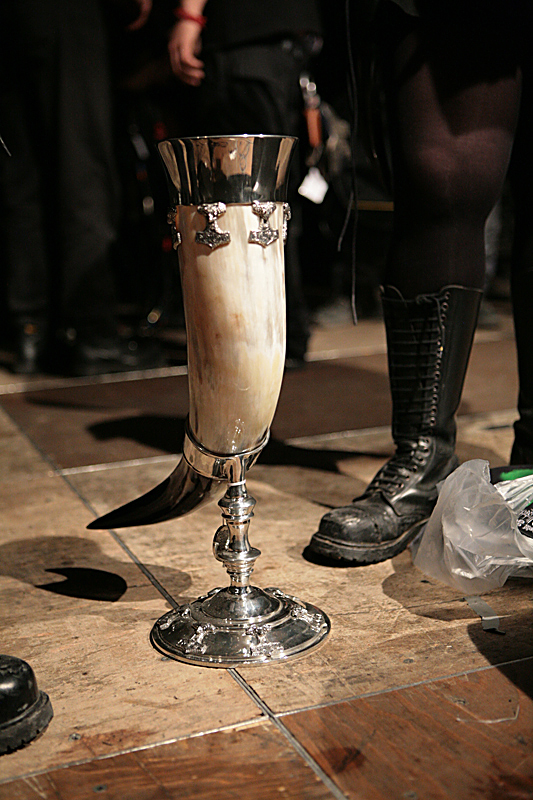
Das im Jahr 2008 verloste Prunkhorn

Ein Jahr später, am 30. und 31. März 2007, traten Angantyr, Moonsorrow, Kampfar, Swallow the Sun, Vreid, Týr, Helheim, Månegarm, Cruachan, Hel, Black Messiah, Riger, Eluveitie, Minas Morgul, Aaskereia, Koldbrann, Sycronomica, Fjoergyn, Urgehal, Gernotshagen, Heidevolk und Wolfchant, Kromlek, Dawn of Blood und Varg vor 4000 Zuschauern auf. Der Auftritt von Taake wurde aufgrund des Hakenkreuz-Skandals des Sängers bei einem Konzert in Essen abgesagt; Wintersun sagten aufgrund der Arbeit am nächsten Album Time ab. Durch eine Verlosung wurden in diesem Jahr rund € 1500 für Opfer faschistischer Gewalt gesammelt und an den Weißen Ring gespendet.

### 2008
Am 30. und 31. März 2008 traten die folgenden 28 Bands auf: Agalloch, Alestorm, Arkona, Battlelore, Elexorien, Haggard, Hellsaw, Helritt, Helrunar, Killing Spree, Menhir, Minas Morgul, Negura Bunget, Norther, Primordial, Sear Bliss, Skyforger, Svartsot, Sworn, Trimonium, Trollfest, Turisas, Unleashed, Vreid, Winterdome, Wolfchant und XIV Dark Centuries. Mit 5000 Besuchern dürfte das Festival die Kapazität des Veranstaltungsortes annähernd ausgeschöpft haben. Auffällig ist, dass erstmals auch eher szenefremde Bands wie Haggard und Battlelore eingeladen wurden. In Zusammenarbeit mit dem ehemaligen Nordahl-Versand wurde eine Verlosung organisiert, deren Erlös der deutschen Kinder-Krebshilfe zugutekam. Als Hauptpreis wurde eine Spezialanfertigung eines 2,5 L fassenden Prunkhornes mit Silberverzierungen verlost.

### 2009

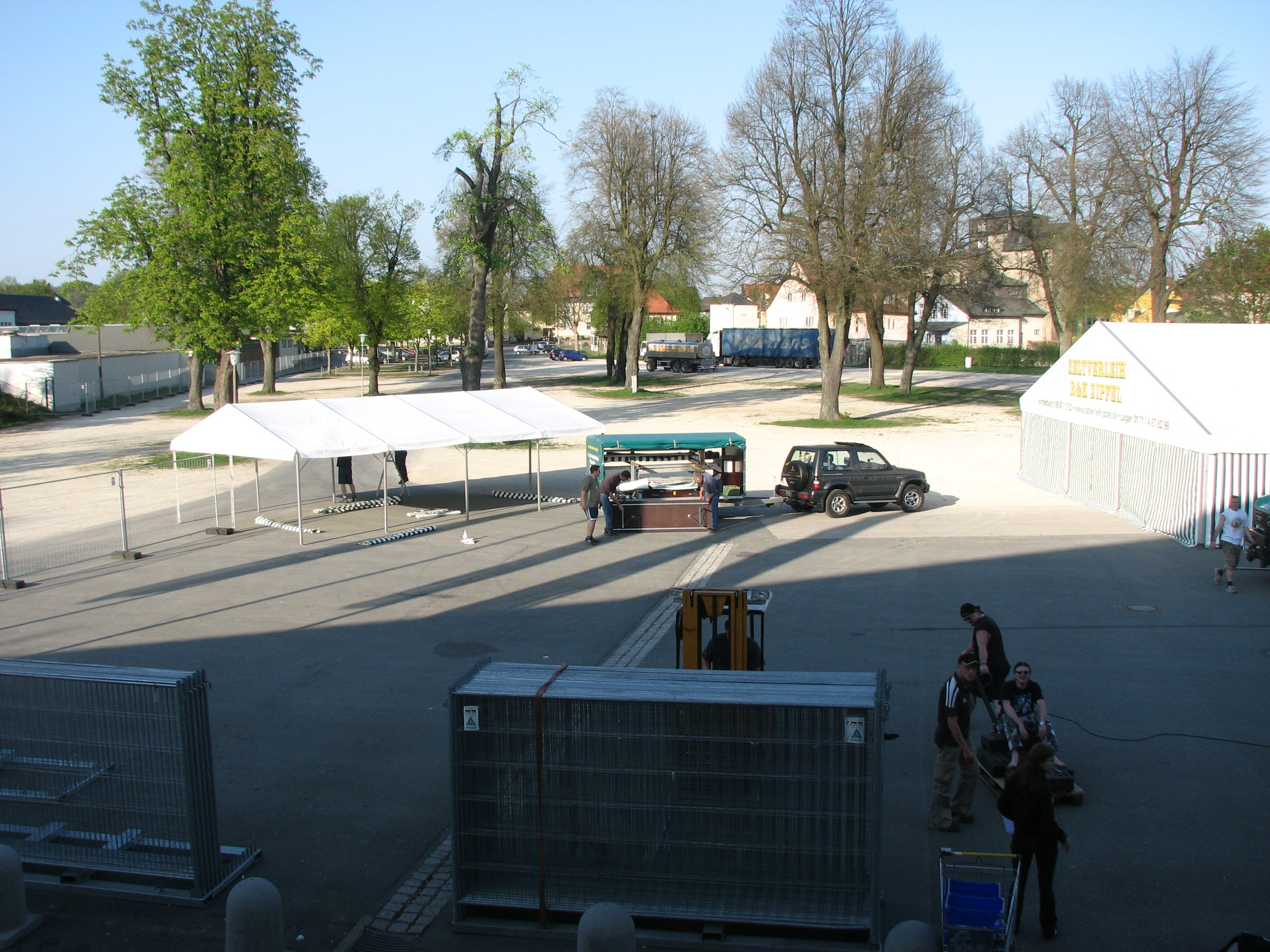
Aufbau des Ragnarök-Festivals 2009

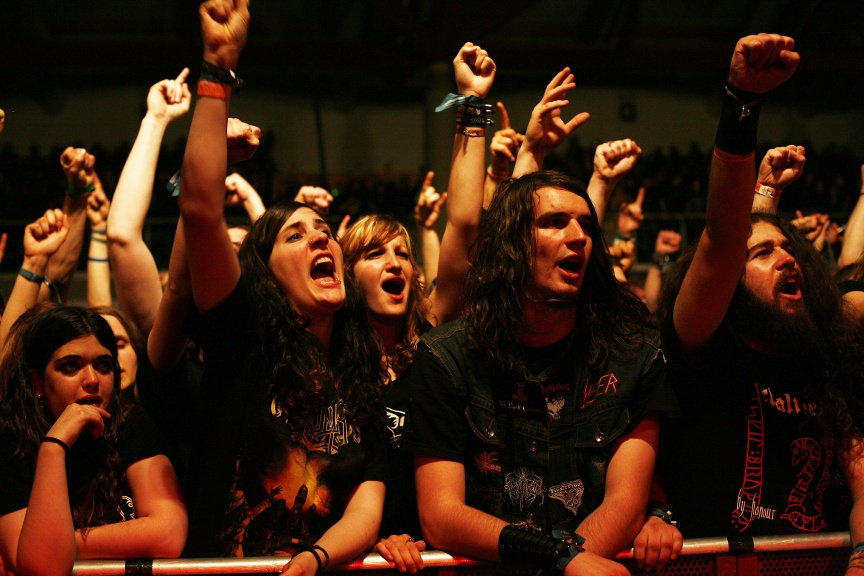
Fans auf dem Ragnarök-Festival 2009

In diesem Jahr spielten am 17. & 18. April folgende Bands in Lichtenfels: Adorned Brood, Alestorm, Alkonost, Andras, Cor Scorpii, Dark Fortress, Dornenreich, Draugnim, Einherjer, Falchion, Fejd, Finsterforst, Fjoergyn, Heidevolk, Irrbloss, Kivimetsän Druidi, Korpiklaani, Månegarm, Melechesh, Metsatöll, Midnattsol, Sarkom, Thyrfing, Týr, Wolfchant, Yggdrasil. Angestrebt waren seitens der Festivalleitung 5000 Besucher, wobei in der Presse teils auch von rund 6000 Besuchern die Rede ist.
Verlost wurde in diesem Jahr eine extra angefertigte E-Gitarre in Flying-V-Form mit Thorshammer-Aufdruck sowie 15 Methörner.

#### Ragnarök's Aaskereia Festival Tour
Zusammen mit dem deutschen Label Nuclear Blast veranstaltete das Ragnarök-Management im Oktober 2008 die Ragnarök's Aaskereia Festival Tour, die als Vorschau und Promotion für das Festival diente. Der Name Aaskereia ist das germanische Wort für die Wilde Jagd, einen Volksmythos über das Erscheinen einer übernatürlichen Jagdgesellschaft am Nachthimmel.
Die fünf auftretenden Bands Alestorm, Svartsot, Hollenthon, Týr und Gwydion. tourten zwischen dem 08. - 26. Oktober 2008 durch Dänemark, Deutschland, die Niederlande, Belgien, Tschechien, die Schweiz, Österreich, Italien und Ungarn. Dabei absolvierten sie insgesamt 18 Liveshows.

### 2010

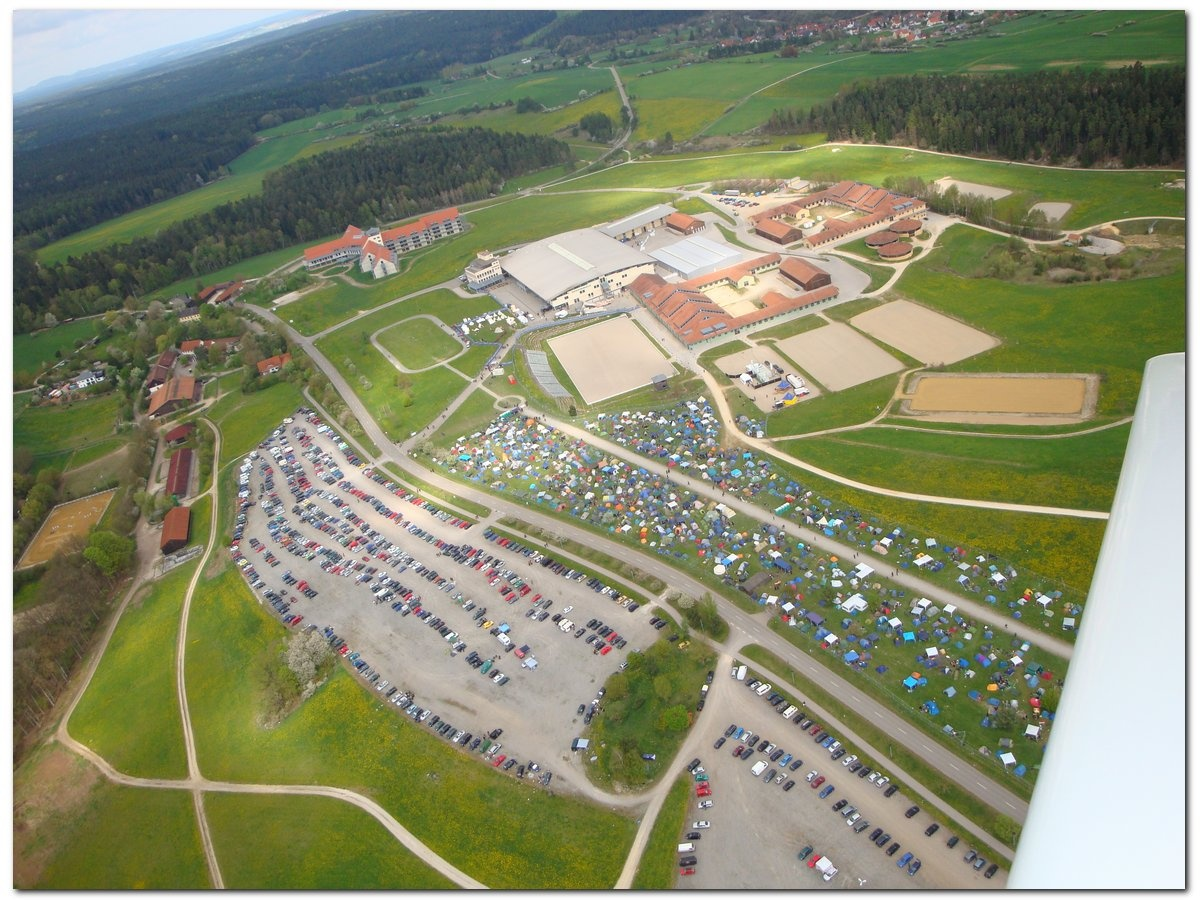
Luftbild des Campingplatzes und des „Gut Mateshof“ beim Ragnarök-Festival 2010 in Rieden-Kreuth.

Das Ragnarök 7 war, gemessen an der Anzahl der Bands, die bisher größte Auflage des Festivals. Insgesamt traten vom 29. April bis zum 1. Mai 2010 38 Bands aus 9 Ländern, vor rund 4000 Zuschauern in der Ostbayernhalle in Rieden-Kreuth auf. Ursprünglich sollten mit Varg 39 Bands auftreten. Aufgrund der Kontroversen um deren Sänger Philipp Seiler kam seitens des Festivalmanagements die Auflage, ohne ihn aufzutreten. Dies wurde jedoch abgelehnt, weswegen der ganze Auftritt seitens der Band abgesagt wurde.
Das Line-up bestand aus folgenden Bands: Agathodaimon, Akrea, Arkona, Belphegor, Carach Angren, Catamenia, Ctulu, Ensiferum, Equilibrium, Fjoergyn, Gorgoroth, Grailknights, Haggard, Heathen Foray, Helfahrt, Hellsaw, Helrunar, Hollenthon, Imperium Dekadenz, Ingrimm, Kromlek, Midnattsol, Nachtgeschrei, Obscurity, Ragnarok, Ragnaröek, Riger, Sarke, Skyforger, Slartibartfass, Sólstafir, Suidakra, The Vision Bleak, Thormesis, Van Canto, Vreid und Wolves in the Throne Room.

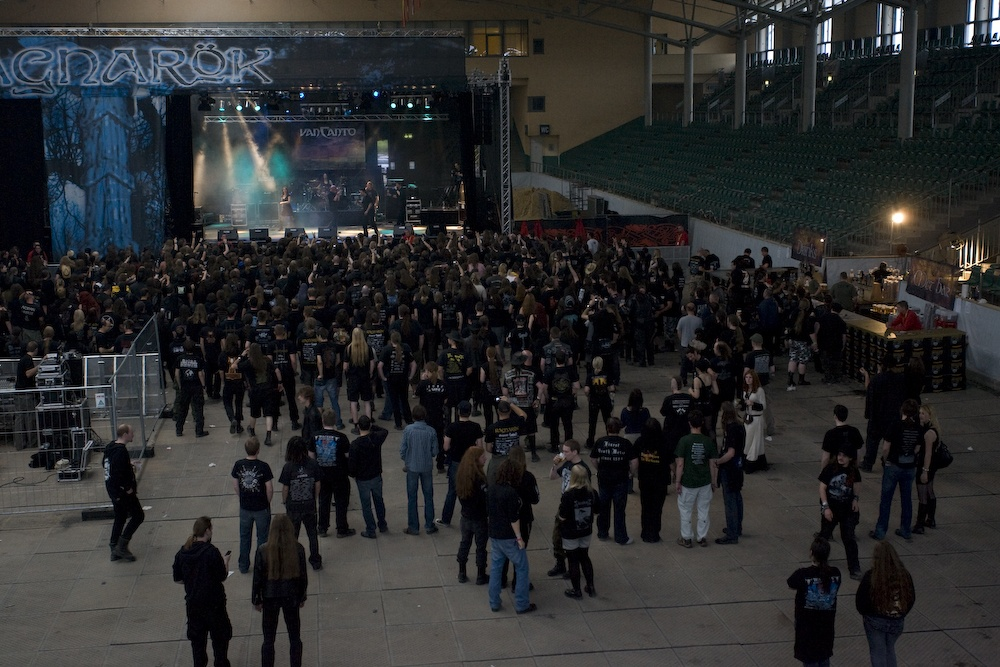
Van Canto mit Publikum im Vordergrund auf dem Ragnarök-Festival 2010.
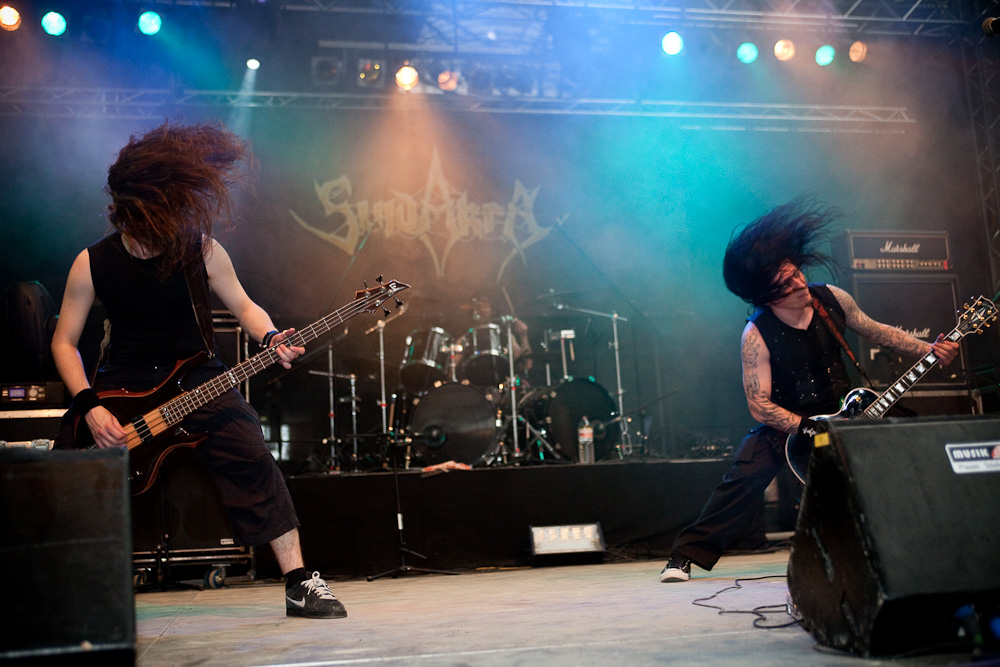
Suidakra live auf dem Ragnarök-Festival 2010.
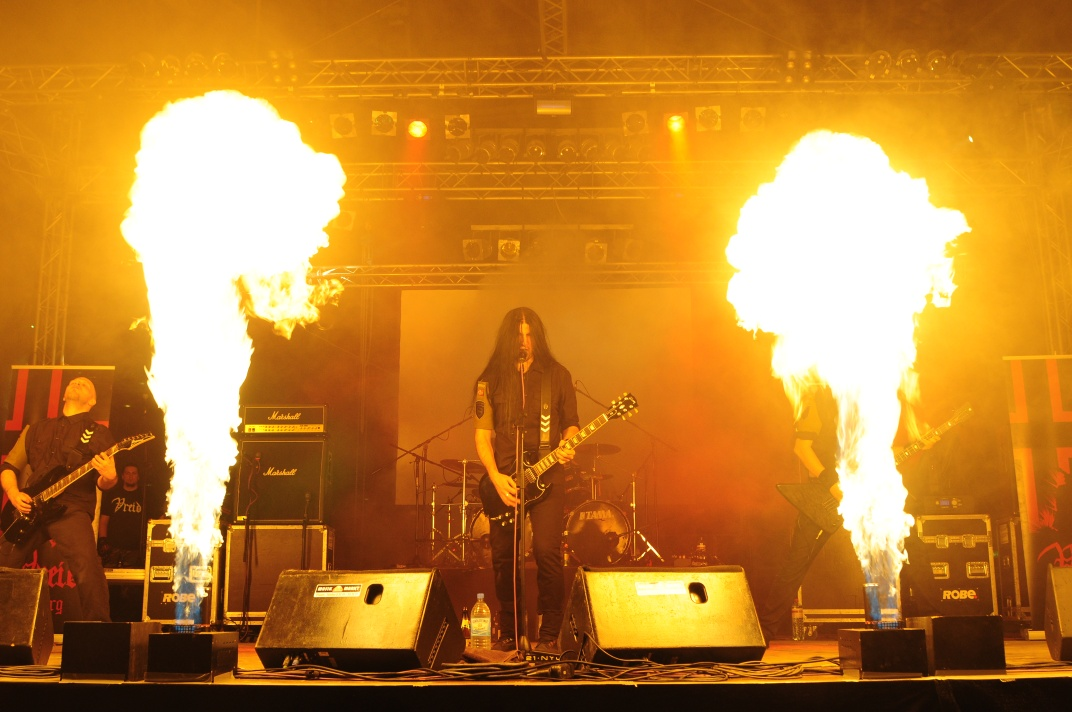
Vreid beim Ragnarök-Festival 2010.

### 2011
Die achte Auflage des Ragnarök-Festivals fand am 29. und 30. April in der Stadthalle in Lichtenfels statt. Die Gründe für die Rückkehr zum bisherigen Veranstaltungsort sind terminliche Probleme mit der Ostbayernhalle, da man wieder einen Schulferientermin wollte, und die geänderten Brandschutzbestimmungen der Ostbayernhalle. Insbesondere für Camper war das große Platzangebot auf dem Anwesen des Gutes Matheshof, zu dem die Ostbayernhalle gehört, jedoch von Vorteil. Um das Platzproblem des Zeltplatzes hinter der Halle in Griff zu bekommen, wurden 2011, verglichen mit 2009, weitere Areale hinter der Halle angemietet. Am Donnerstag, den 28. April, fand abends eine Warm-up Party mit DJ statt. Insgesamt besuchten das Festival in diesem Jahr rund 3500 Personen.

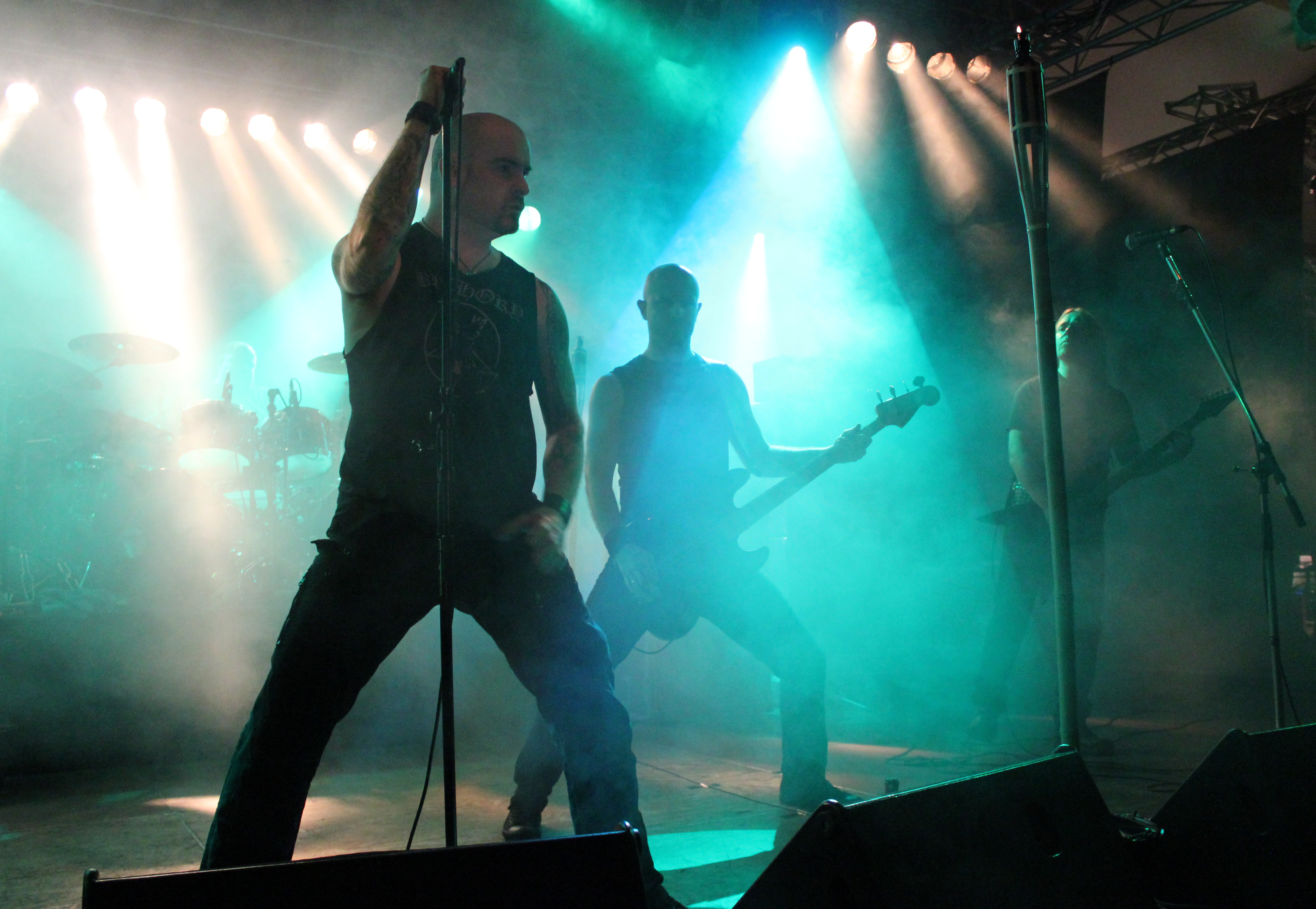
Twilight of the Gods live auf dem Ragnarök-Festival 2011

Das Line-up besteht aus den folgenden 27 Bands:
Adorned Brood, Agrypnie, Alcest, Arafel, Battlelore, Bifröst, BlackShore, Bran Barr, Catamenia, Ctulu, Dalriada, Eïs, Enslaved, Graveworm, Helrunar, Ignis Fatuu, Kampfar, Månegarm, Negură Bunget, Obscurity, Odroerir, Orphaned Land, Path of Golconda, Thyrfing, Todtgelichter, Twilight of the Gods und Valkyrja.
In diesem Jahr gab es ungewöhnlich viele Band-Absagen und Besetzungsänderungen kurz vor dem Festival. Als erste Band sagte Wolfchant ihren Auftritt am Ragnarök-Festival am 26. März 2011 „aus persönlichen Gründen“ ab, eine Ersatz-Band wurde nicht verpflichtet. Am 18. April sagte die US-amerikanische Band Hammer Horde ab und warf dem Festival-Management Versäumnisse bei der Vertragserfüllung vor. Als Ersatz wurde Arafel verpflichtet. Auch die schwedische Band Shining sagte ihren Auftritt am 21. April 2011 wegen des Ausstiegs ihres Gitarristen Fredric Gråby ab. Als viertes sagte die deutsche Band Vrankenvorde ihren Auftritt beim Ragnarök-Festival ab. Als Ersatz-Bands für Shining und Vrankenvorde wurden Helrunar und Adorned Brood gebucht. Wenige Stunden vor Beginn der Warm-up-Party sagte kurzfristig mit Sahg noch eine fünfte Band ab.

### 2012
Auch 2012 fand das Festival wieder in Lichtenfels, vom 12.-14. April, statt. Es traten vor gut 4000 Zuschauern 26 Bands, also eine weniger als im Vorjahr, für das Festival auf: A Forest of Stars, Abinchova (Gewinner des Opener-Bandcontests), Absu, Agalloch, Dark Fortress, Dordeduh, Einherjer, Fejd, Heol Telwen, Imperious, Impiety, King of Asgard, Mael Mórdha, Mistur, Moonsorrow, Nachtmystium, Rabenschrey, Skyclad, Sycronomica, Thurs, Varg, Velnias, Voluspaa, Waldgeflüster, Wolfchant, die ihren 2011 abgesagten Auftritt nachholen sollen, und XIV Dark Centuries. Als damals dritte Band (nach Wolfchant und Einherjer) wurde bereits im Sommer 2011 Lifelover angekündigt, die sich jedoch am 16. September 2011 aufgrund des Todes von Bandleader Jonas Berqvist auflösten. Alle anstehenden Konzerte, inklusive des Auftritts beim Ragnarök-Festival wurden abgesagt. Am 15. Februar 2012 wurde bekannt gegeben, dass mit den beiden letzten bestätigten Bands, Velnias und Impiety, die Besetzung für 2012 komplett sei. Da Borknagar ihren Auftritt am Ragnarök-Festival aus zeitlichen Gründen absagen mussten, wurde am 20. März 2012 mit Varg ein Ersatzheadliner bekanntgegeben. Abinchova musste aufgrund gesundheitlicher Probleme des Schlagzeugers ihren Auftritt wenige Stunden vor Festivalbeginn absagen, so dass insgesamt 25 Bands auftraten.
Neben den regulären Live-Shows der Bands war beim Ragnarök-Festival Lars Jensen mit seinem Folk-Metal-Projekt Myrkgrav an einem eigenen Stand anwesend. Er stellte bei Listening-Sessions das kommende Album Fortejingar Frå Finnefjerdingen und bot exklusives Merchandise an. Dazu gehörten neue Bandshirts sowie die letzten 50 Exemplare des Debütalbums Trollskau, Skrømt og Kølabrenning.
Die Gesamtorganisation des Festivals wurde wie in den letzten Jahren oft gelobt, massive Probleme gab es jedoch mit dem engagierten Securitydienst. Gegen deren Mitarbeiter wurden von dutzenden Besuchern Vorwürfe wie Pöbeleien und Beleidigungen, übersteigerte Aggressivität, Körperverletzung, Erpressung und Schmiergeldforderungen, und Ähnliches erhoben. Durch die Festivalleitung, welche die Mitarbeiter des Sicherheitsdienstes bereits Samstag Abend suspendiert hatte, wurden die Beschwerden sehr ernst genommen und die Festivalbesucher wurden gebeten, ihre Erfahrungen mit der Firma als Eidesstattliche Erklärungen an die Festivalorganisation zu schicken, damit eine lückenlose Aufklärung gewährt werden könne. Seitens der Sicherheitsfirma wurden diese Vorwürfe zu weiten Teilen dementiert und als möglicher Grund die mangelnde Erfahrung der Mitarbeiter mit Metalfestivals genannt. Bei einem Unfall beim Ragnarökfestival 2012 verstarb ein 27-jähriger Besucher. Er hatte in der Nacht vom Freitag auf den Samstag in seinem Auto geschlafen, in dem auch ein noch glimmender Grill stand, so dass er vermutlich aufgrund Sauerstoffmangels verstarb. Beim Auftritt von Fjoergyn wurde im darauffolgenden Jahr ihm zu Ehren eine Schweigeminute eingelegt.

### 2013

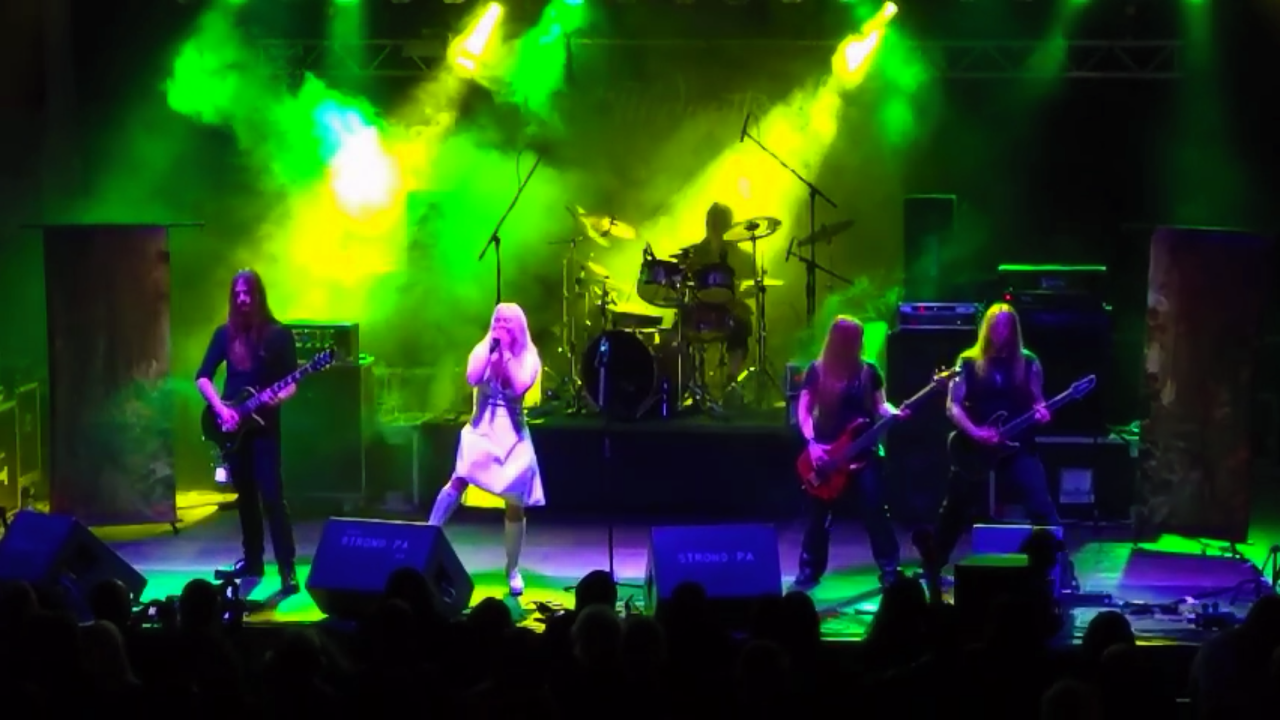
Midnattsol live auf dem Ragnarök-Festival 2013

Vom 4. bis zum 7. April 2013 fand die 10. Auflage des Ragnarök-Festivals statt. Eröffnet soll es am Donnerstagabend (4. April) mit einer Metal-Event-Party mit DJ Schnapsi, einer Feuershow und kostenlosem Metempfang im Rahmen der „Mosher`s Night“ werden. Das Line-up besteht aus Abinchova, Agrypnie, Asenblut, Ava Inferi, Carpathian Forest, Darkest Era, Der Weg einer Freiheit, Dornenreich, Eïs, Eluveitie, Fjoergyn, Hellreide, Helrunar, Heretoir, In Vain, Maladie, Menhir, Midnattsol, Nocte Obducta, Northland, Nothgard, Obscurity, Rabenwolf, Riger, Secrets of the Moon, Shining, Solefald, Under That Spell, Vreid und Winterstorm. Ursprünglich war geplant, dass Borknagar ihren 2012 abgesagten Auftritt in diesem Jahr nachholen sollten, jedoch konnte die Band aufgrund von Terminproblemen nicht gebucht werden.

### 2014
Vom 25. bis zum 26. April 2014 fand das Festival zum 11. Mal statt. Das Line-up bestand aus folgenden 28 Bands:
Adorned Brood, Agrypnie, Arkona, Borknagar, Craving, Creature, Eis, Finntroll, Finsterforst, Firtan, Fjoergyn, Fäulnis, Graveworm, Imperium Dekadenz, Ingrimm, Kampfar, Krampus, Månegarm, Minas Morgul, Negator, Odroerir, Satyricon, Skálmöld, Stormlord, Todtgelichter, Trollfest, Waldgeflüster, XIV Dark Centuries

### 2015
Im Jahr 2015 fand das Festival zum 12. Mal, vom 10. bis zum 11. April statt. Das Line-up bestand aus: Amorphis, Behemoth, Bifröst, Bornholm, Bölzer, Cryptic Forest, Delirium, Der Weg einer Freiheit, Equilibrium, Ewiges Fristen, Finsterforst, Gernotshagen, Graveworm, Harakiri for the Sky, Helrunar, Kain, Lux Divina, Melechesh, Moonsorrow, Nargaroth, Negură Bunget, Nothgard, Obscurity, Secrets of the Moon, Skyforger, Suidakra, Thulcandra.

### 2016
Das Festival fand 2016 zum 13. Mal am 1. und 2. April statt. Das Line-Up bestand aus: Aeba, Ctulu, Eïs, Eluveitie, Ensiferum, Ereb Altor, Gernotshagen, Grimner, Lantlôs, Månegarm, Marduk, Minas Morgul, Nocte Obducta, Rabenwolf, Saille, Skyforger, Strydegor, The Vision Bleak, Thormesis, Thrudvangar, Thyrfing, Todtgelichter, Vargsheim, Welicoruss, Wind Rose, Wolfchant.

### 2017
Das Festival fand 2017 zum 14. Mal am 21. und 22. April statt. Das Line-Up bestand aus: Anomalie, Agrypnie, Asenblut, Black Messiah, Dark Funeral, Dornenreich, Ellende, Elvenking, Fäulnis, Ferndal, Finsterforst, Firtan, Fjoergyn, Harakiri for the Sky, Helrunar, Insomnium, Kultasiipi, Malleus Maleficarum, Munarheim, Obscurity, Pillorian, Primordial, Sear Bliss, Voltumna.

### 2018
Das Festival fand 2018 zum 15. Mal vom 3. bis 5. April statt. Das Line-Up bestand aus: Alestorm, Batushka, Bucovina, Calico, Dark Tranquillity, Dawn of Disease, Der Weg einer Freiheit, Einherjer, Enisum, Enslaved, Equilibrium, Fejd, Graveworm, Grimner, Harpyie, In the Woods…, Leaves’ Eyes, Maahes, Nailed to Obscurity, Rotting Christ, Saor, Saxorior, Thyrfing, Wolfchant, Wolfheart, Wolves Den, Vanaheim.

### 2019
Das Festival fand 2019 zum 16. Mal am 26. und 27. April statt. Mit 22 Bands war es das kleinste Aufgebot seit 13 Jahren, obgleich Eïs aufgrund ihrer geplanten Auflösung an beiden Festivaltagen auftraten. Zudem mussten God Dethroned, Naglfar und The Spirit ihre geplanten Auftritte im Vorfeld absagen. Am zweiten Festivaltag ergab sich gesundheitsbedingt ein weiterer Ausfall von XIV Dark Centuries, für die Gernotshagen kurzfristig eintraten. Das Line-up setzte sich dann wie folgt zusammen: Agrypnie, Arkona, Ash of Ashes, Atlas Pain, Borknagar, Carach Angren, Dalriada, Dornenreich, Eïs, Ensiferum, Firtan, Gernotshagen, Harakiri for the Sky, Heidevolk, Midvinterblot, Minas Morgul, Mors Principium Est, Munarheim, Nothgard, Skeletonwitch, Týr, Varg.

### 2020
Aufgrund der Corona-Virus-Epidemie und eines Erlasses des Landes Bayern wurde das Ragnarök-Festival 2020 abgesagt, bzw. auf April 2021 verschoben.
Das Festival sollte vom 16. bis 18. April 2020 zum 17. Mal ausgetragen werden. Bis Mitte März waren 24 Bands angekündigt: Agathodaimon, Anomalie, Avast, Eluveitie, Ewiges Fristen, Ferndal, Finsterforst, God Dethroned, Kampfar, Karg, Lucifer’s Child, Moonsorrow, Mosher's night, Naglfar, Necrophobic, Oceans, Saor, Skiltron, The Spirit, Uada, Vreid, Wiegedood, Winterfylleth, XIV Dark Centuries.

### 2022
Das Festival fand 2022 zum 17. Mal vom 21. bis 23. April statt. Das Line-Up bestand aus: Afsky, Agathodaimon, Anomalie, Dark Fortress, Dark Tranquillity, Eluveitie, Ensiferum, Ewiges Fristen, Ferndal, Gehenna, God Dethroned, Kanonenfieber, Karg, Konvent, Livløs, Lucifer’s Child, Maahes, Mayhem, Moonsorrow, Munarheim, Necrophobic, Oceans, Saor, Skiltron, The Spirit, Vreid.

## Umfang
Neben dem eigentlichen Konzert gibt es beim Ragnarök-Festival jedes Jahr ein großes Repertoire an zusätzlichen Angeboten. Dieses steigerte sich bisher von Jahr zu Jahr an Vielfalt und Umfang. Neben zwei Schlafhallen, einer Kantine, einem Metal- & Mittelaltermarkt und einem Autogrammstand, der durch das Legacy-Magazin organisiert wird, gab es auch bereits Wikingerlager, Schaukampfaufführungen und einen eigenen Festival-Supermarkt. Seit 2009 ist es zudem möglich, über das Berliner Reiseunternehmen Dominanz Travel Agency Tickets zu erwerben und dann von einer deutschen Großstadt (u. a. Berlin, Hamburg, Dortmund, Köln etc.) per Bus zum Festival zu fahren. Ebenfalls 2009 fand auch ein Malwettbewerb statt, bei dem man Bilder einreichen sollte, die das Festivalpublikum an die eigene Abfallentsorgung erinnern sollten.

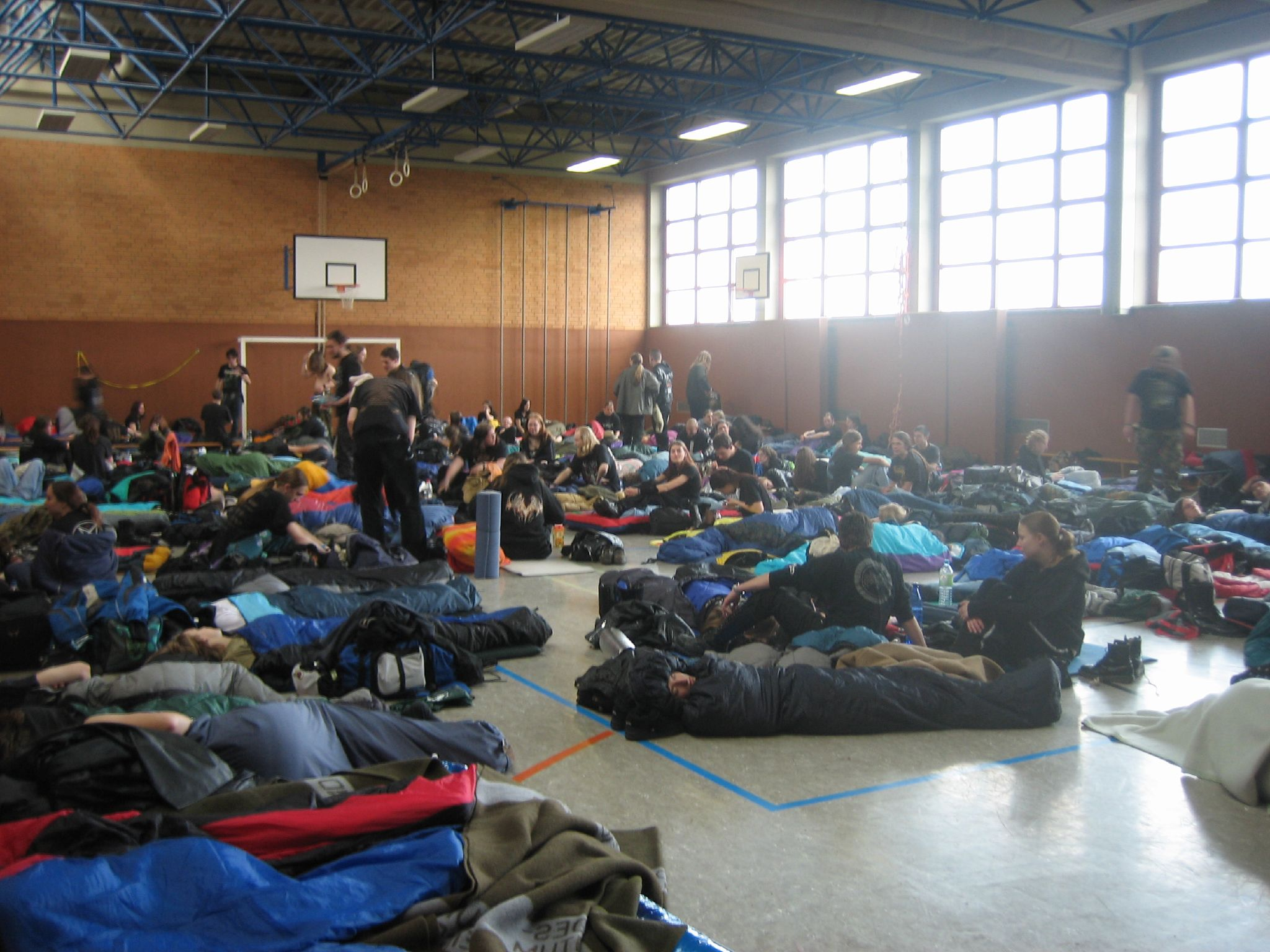
Die Schlafhalle #2 auf dem Ragnarök 2007 von Innen
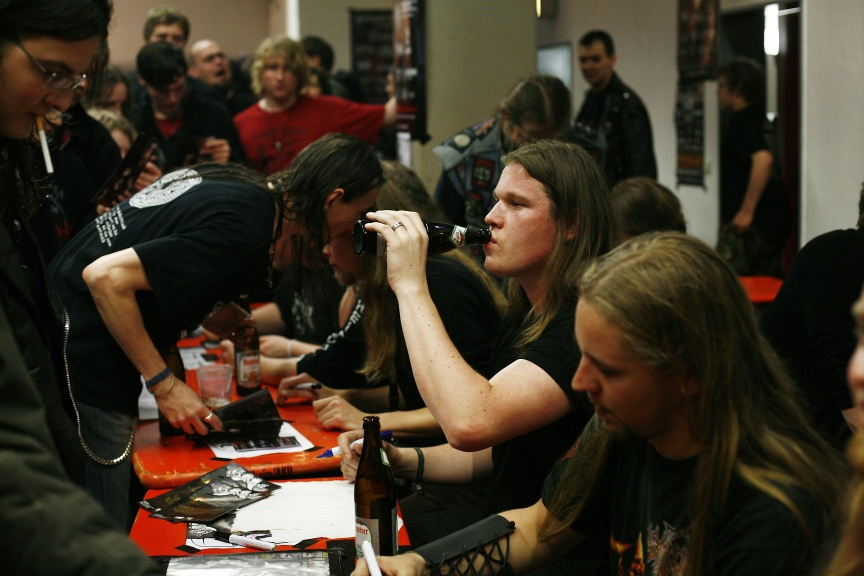
Autogrammstunde Heidevolks am Legacy-Stand im Jahr 2009
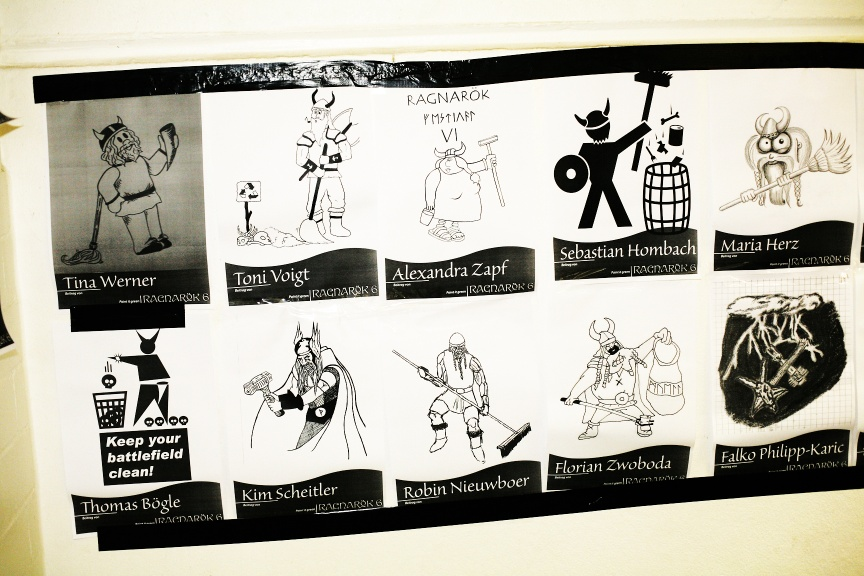
Finalisten des Malwettbewerbs 2009
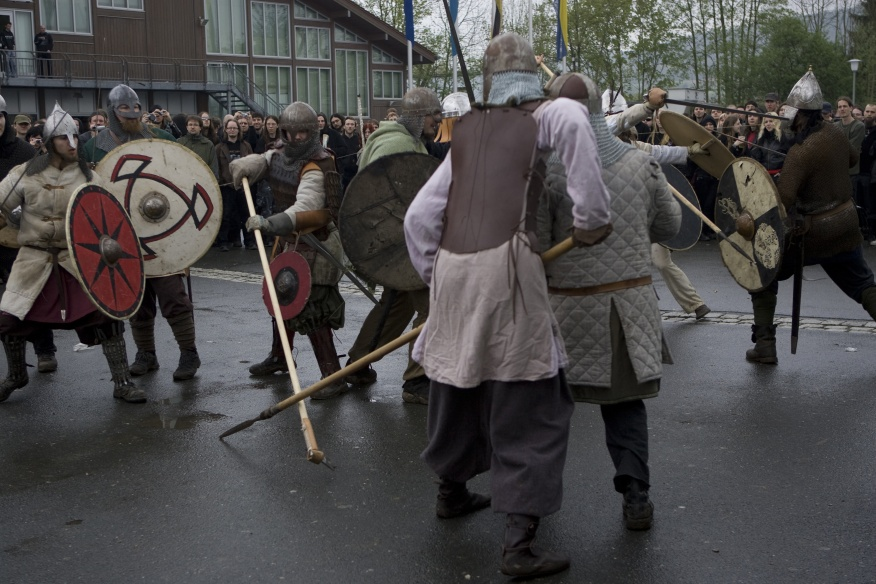
Wikingerschaukampf beim Ragnarök-Festival 2009

## Kritik
Das Festival stand insbesondere bis 2007, wie eine Vielzahl weiterer Metal-Festivals und speziell die Pagan-Metal-Szene auch, in der Kritik, der Unterwanderung durch Rechts „Tür und Tor“ zu öffnen, was sich mittlerweile jedoch stark geändert hat.
Im Jahr 2006 wurde das 3. Ragnarök-Festival zu den Bereichen Pagan- und Black Metal, der ideologischen Nähe von Teilen der Szene zu rechten Ideen, bis hin zu rechtsextremistischen Unterwanderungsversuchen und NSBM in den ARD-Magazinen Polylux und Panorama thematisiert. So wurden die auftretenden Bands Odroerir, deren Aussagen kritisch betrachtet wurden und Equilibrium interviewt. Festivalgänger sprachen von einem neonazistischen Besucheranteil von „10 bis 20 Prozent“ und äußerten sich Nazis gegenüber eher tolerant („Sie sollen denken, was sie wollen“). Weiterhin wurden mehrere Absurd-Fans und speziell im Panorama-Bericht auch Hitlergrüße, die auf dem Ragnarök aufgenommen wurden, gezeigt.
Festivalveranstalter Ivo Raab fühlte sich durch das Polylux-Team betrogen und nahm gegenüber dem Legacy wie folgt Stellung:

„Ich bin klassisch darauf reingefallen. Es wurde so schön verpackt, als berichte man über das Neuheidentum, den Glauben und die Lebensart und wolle Pagan Metal filmen, weil es als Jugendkultur und wegen der Texte dazu gezählt werden könne. [Bei der fertigen Reportage] war von dieser Erklärung nichts mehr übrig. […] Ich habe [dem Reporter] von Anfang an gesagt, dass da ein paar Spinner anwesend sein würden, gegen die wir auch etwas unternehmen, nur dass ich keinen im Vorfeld rauswerfen kann. […] Am Ende wurde es so dargestellt, als sei es mir egal, wenn lauter Nazis da wären. […] Die ARD hat mir damals zugesichert, ich würde das Material vorher zu sehen bekommen - ich habe es dann im Fernsehen mitbekommen. […] Rechtlich konnte ich nichts machen, wer den Bericht mehrfach ansieht, weiß, dass sie differenzieren.“

Die Sendungen zeigten die Ragnarök-Aufnahmen vermischt mit geheimen Aufnahmen des Konzertes „Calling for Battle“ in Wurzen, bei dem das Publikum den Chorus des Landser-Songs „Polackentango“ singt, und zwei Absurd-Konzerten in Belgien und Erlangen, auf denen jeweils große Teile des Publikums den Hitlergruß zeigen und „Sieg Heil“ skandieren.
Polylux sprach außerdem vom „eher unpolitischen Ragnarök-Festival“, sagte allerdings auch aus, dass es keine „klare Trennlinie zwischen den Szenen“ gäbe.
Der Polylux-Bericht wurde aus Teilen der Metal-Szene angegriffen. und die Veranstalter warfen der Redaktion in einem offenen Brief „einseitige Recherche und teilweise Tatsachenverdrehung“ (Ivo Raab in einer offiziellen Stellungnahme zum Polylux-Bericht) vor. So habe der recherchierende Journalist offen rechtsextreme Bands durch die Zusammenstellung des Berichts unpassend mit der gesamten Szene und dem Festival in Verbindung gebracht. Auch die von einem Besucher aufgestellte „absurde Schätzung von 20 % Nazi Anteil“ könne von Kriminalpolizei und Veranstaltern jederzeit widerlegt werden, so sprach Präsentator Metal1.info von „10 oder 15“ Personen Weiter wird festgehalten, dass „die Security Mitarbeiter angewiesen [wurden], Leuten, die T-Shirts mit verfassungsfeindlichen Symbolen trugen oder in irgendeiner Weise verfassungswidrig handelten, sofort des Festivals zu verweisen.“ Das im Polylux-Bericht gezeigte Absurd-T-Shirt enthalte keine solchen Symbole.
Vor allem nach der Veröffentlichung des Polylux-Berichtes bemühte sich das Festival-Management, aktiver gegen Rechts vorzugehen und eine Szenenunterwanderung zu unterbinden. Das führt mittlerweile dazu, dass anders als auf anderen Veranstaltungen und Konzerten Neonazis nicht nur des Festival-Geländes verwiesen werden, sondern 2008 auch zwei Besucher wegen Tragens verfassungsfeindlicher Symbole durch die Veranstalter angezeigt wurden.
Dennoch verkaufte 2007 der bekannte Neonazi Jens Fröhlich (Totenburg, Eugenik) rechtsextremes Merchandise der NSBM-Bands Absurd, Magog und Ad Hominem an einem Stand. Laut einer Stellungnahme der Veranstalter soll der mit Fröhlich befreundete Besitzer des Verkaufsstands nicht mehr eingeladen werden.
Einige Neonazis waren auch 2007 noch unter der Besuchern anzutreffen, welche T-Shirts einschlägiger rechtsextremer Bands trugen, oder, wie bereits 2006, den Hitlergruß zeigten, was zum Rauswurf einiger Beteiligter aus der Festivalhalle führte.
Das Festival distanziert sich seit 2007 nach eigenen Angaben „aufs Schärfste von jeglichem politischen, ideologischen und religiösen Extremismus, insbesondere Rechtsextremismus/Neonazismus.“ Die Startseite der offiziellen Webpräsenz des Festivals trägt seit 2008 ein Banner mit der Aufschrift „Pagan Metal gegen Faschismus und politische Gewalt“.

## Publikationen
- 2007: Might Is Right – Nordic Warchants (2 Live-CDs vom Ragnarök 2006)(Det Germanske Folket)
- 2008: Might Is Right – Nordic Warchants II (2 Live-CDs+DVD vom Ragnarök 2007)(Det Germanske Folket)